# Левкий (архиепископ Псковский)
Архиеписко́п Левки́й (ум. 4 августа 1654, Москва) — епископ Русской православной церкви, архиепископ Псковский и Изборский.

## Биография
С 1620 года — архимандрит Московского Симонова монастыря.
23 марта 1625 года он находился при комиссии о чудесах от хитона Иисуса Христа, присланного тогда в дар царю Михаилу Феодоровичу.
В 1632 году заседал в приказе сборных денег на войну с Польшею.
6-го июля 1634 года он был рукоположен в архиепископы Псковские.
В сентябре 1649 года вызван в Москву и отстранён от управления епархией в связи с возникшим во Пскове бунтом (в августе 1649 года) против шведских поверенных.
Скончался 4 августа 1654 года в Москве от морового поветрия. Из грамоты патриарха Никона 7164 года, которою предписано творить поминовение во вселенские субботы по скончавшимся от морового поветрия архиереям, видно, что архиепископ Левкий до конца жизни сохранил своё архиепископское достоинство.